# Tovarníky
Tovarníky (ungarisch Tavarnok) ist eine Gemeinde im Westen der Slowakei, mit 1540 Einwohnern (Stand 31. Dezember 2024) und gehört zum Okres Topoľčany, einem Kreis des Nitriansky kraj.

## Geographie

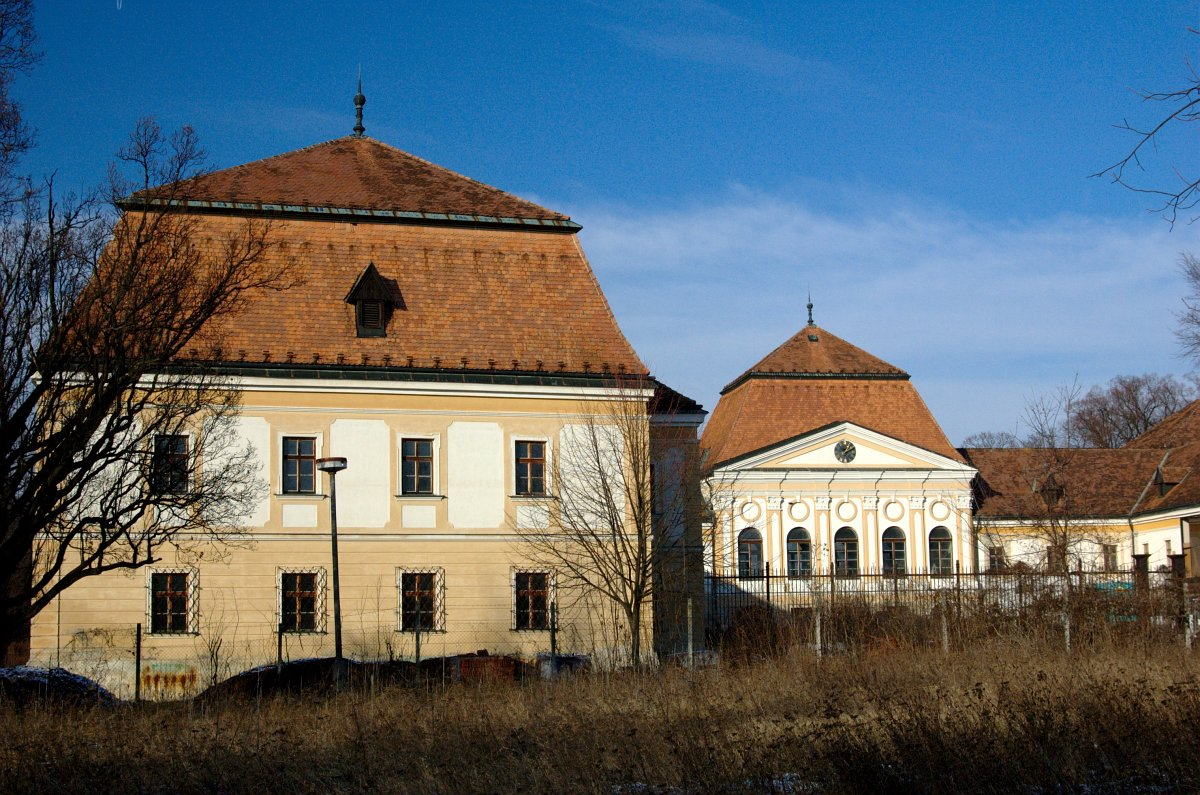
Landschloss in Tovarníky

Die Gemeinde liegt im nördlichen Donauhügelland (Teil des slowakischen Donautieflands) am Bach Chotina, einem Zufluss von Nitra. Das Ortszentrum liegt auf einer Höhe von 180 m n.m. und ist drei Kilometer nordwestlich von Topoľčany gelegen.

## Geschichte
Tovarníky wurde zum ersten Mal 1235 schriftlich erwähnt. Nach dem Untergang der Burg Topoltschan im Inowetz war das Landschloss Sitz eines Herrschaftsguts, das bis 1945 bestand, als es parzelliert wurde.
1944–1949 war die Nachbargemeinde Jacovce nach Tovarníky eingegliedert. 1976–1992 war der Ort Teil der Stadt Topoľčany.

## Bevölkerung
| Jahr                | 1994 | 2004    | 2014    | 2024    |
| ------------------- | ---- | ------- | ------- | ------- |
| Anzahl der Personen | 1239 | 1315    | 1431    | 1540    |
| Unterschied         |      | +6,13 % | +8,82 % | +7,61 % |

| Jahr                | 2023 | 2024    |
| ------------------- | ---- | ------- |
| Anzahl der Personen | 1531 | 1540    |
| Unterschied         |      | +0,58 % |

Ergebnisse nach der Volkszählung 2001 (1248 Einwohner):
| Nach Ethnie: - 99,12 % Slowaken - 0,80 % Tschechen | Nach Religion: - 88,14 % römisch-katholisch - 6,73 % konfessionslos - 2,80 % evangelisch |

## Persönlichkeiten
- Jozef Pantocsek (1846–1916), Mediziner, Botaniker
- Ladislav Goga (* 1978), slowakischer Nationalspieler im Handball[4]

## Bauwerke
- barockiertes Stummer-Landschloss (siehe Bild), ursprünglich 1600–1610 vom Geschlecht Forgách erbaut, mit einem großen Park
- Kapelle der Kreuzerhöhung aus dem Ende des 19. Jahrhunderts